# إكلسياربيا
بلدية إكلِسيارُّبيا (بالإسبانية: Iglesiarrubia)‏، هي إحدى بلديات مقاطعة برغش، التي تقع في منطقة قشتالة وليون، والتي تقع في شمال غرب إسبانيا.
يبلغ عدد سكانها 57 نسمة وفقاً لإحصائية سنة (2002).